# إتش كيث إتش برودي
إتش كيث إتش برودي (بالإنجليزية: H. Keith H. Brodie) هو طبيب نفسي أمريكي، ولد في 24 أغسطس 1939 في ستامفورد في الولايات المتحدة، وتوفي في 2 ديسمبر 2016 في درم في الولايات المتحدة.